# Jericho Beach Music
Jericho Beach Music is een platenlabel uit Vancouver en een imprint van Festival Distribution, die folk, jazz en wereldmuziek distribueert. Het label werd opgericht in 1997, de eerste plaat was er een van James Keelaghan en gitarist Oscar Lopez. Het is genoemd naar Jericho Beach, waar jaarlijks een folkfestival wordt gehouden.
Artiesten die op het label uitkwamen waren onder meer Alpha Yaya Diallo,  Eric Bibb, Taqaq Geoff Berner, Kim Barlow, David Francey, Ndidi Onukwulu, Po' Girl en The Wailin' Jennys.